# Perna-verde-fino

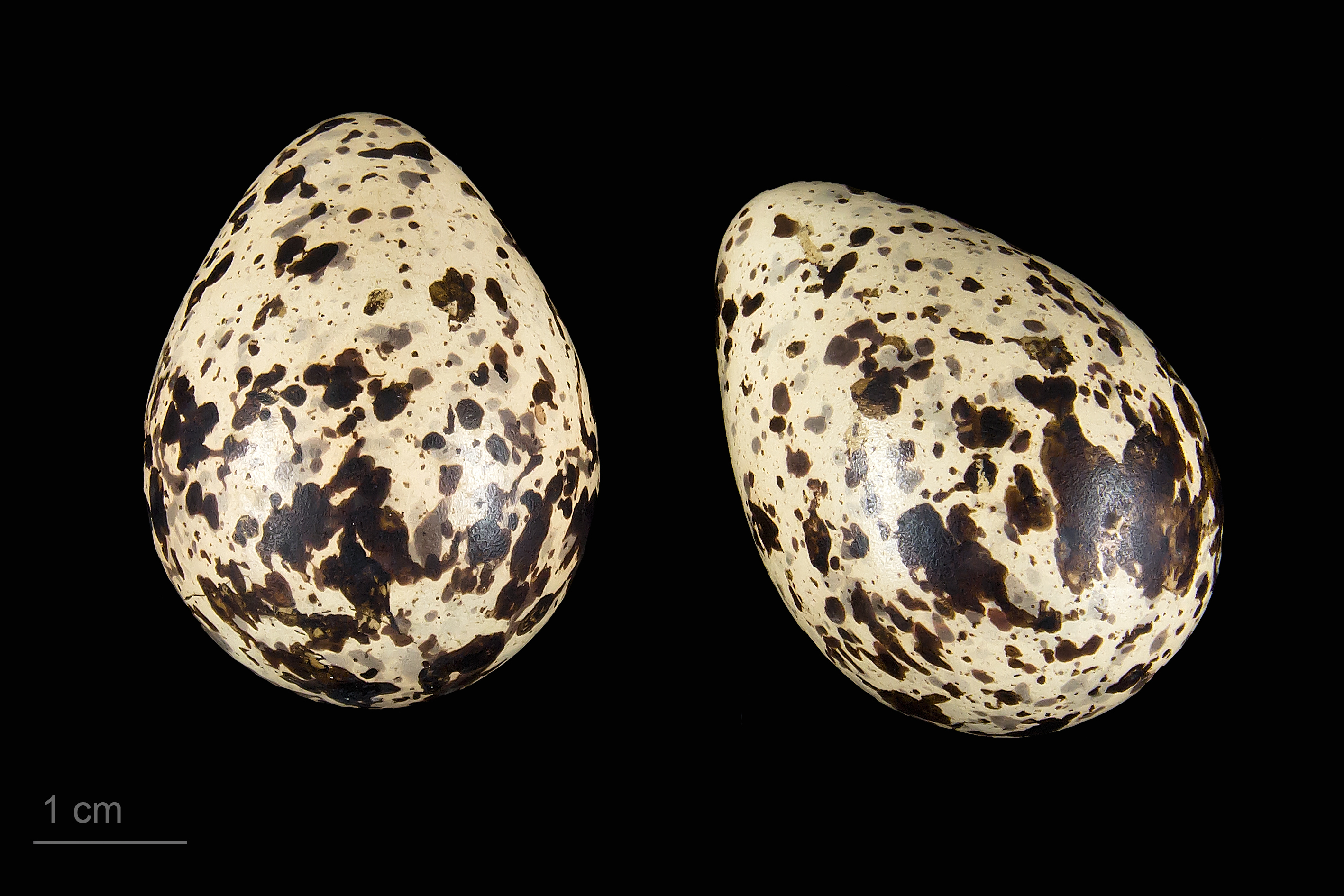
Tringa stagnatilis - MHNT

O perna-verde-fino (Tringa stagnatilis) é uma ave limícola pertencente à ordem dos Charadriiformes. É parecido com a perna-verde-comum, distinguindo-se desta espécie pelo bico mais fino e não recurvado para cima.
Distribui-se sobretudo pela Sibéria, sendo muito raro na Europa ocidental.

## Subespécies
A espécie é monotípica (não são reconhecidas subespécies)